# Civilón
Civilón var en stridstjur som levde i Spanien på 1930-talet, som blev berömd för sin fredlighet.
Civilón föddes och växte upp på en ranch nära Salamanca. Trots att han var avlad för tjurfäktning, var han ovanligt tam, och uppmärksammades av spanska tidningar. Han skickades till tjurfäktningen i Barcelona, men benådades för sin fredlighet. Civilóns öde är osäkert, men troligen dödades han när spanska inbördeskriget bröt ut 1936.
Civilón inspirerade barnboken Berättelsen om Ferdinand (1936), som i sin tur låg till grund för Disneys tecknade kortfilm Tjuren Ferdinand (1938).